# موهینی باردوای
موهینی باردوای (به انگلیسی: Mohini Bhardwaj) ژیمناست زادهٔ ۲۹ سپتامبر ۱۹۷۸ میلادی اهل کشور ایالات متحده آمریکا است.